# Paratachys retangulus
Paratachys retangulus är en skalbaggsart som beskrevs av Notman. Paratachys retangulus ingår i släktet Paratachys och familjen jordlöpare. Inga underarter finns listade i Catalogue of Life.